# 에레모르히피스

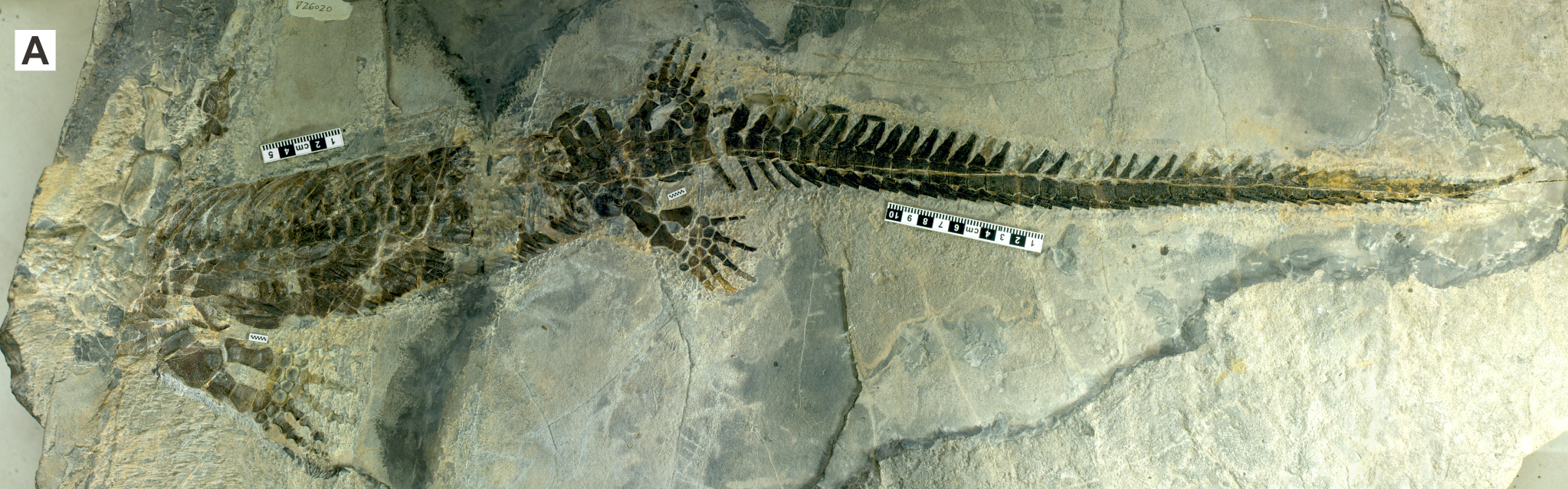

에레트모르히피스(학명:Eretmorhipis carrolldongIi)는 어룡목 후페후추스과에 속하는 기룡이다. 지금은 멸종된 종으로서 전체적인 몸길이가 1m인 기룡에선 중소형의 몸집을 가진 종이다.

## 특징
에레트모르히피스는 (meaning "oar fan" from the Greek ερετμον, "oar", and ῥιπίς, "fan") is an extinct genus of hupehsuchian marine reptiles from the Early Triassic of China. 현재 후베이(湖北)성 위안안('安)현 자링장(家jiang江)층 피폭에서 발견된 2점의 표본에서 2015년 새로 명명된 종(種)인 에레모르히피스(Eretmorhipis carroldongi)을 지칭하는 것으로 알려졌다. 그 표본들 중 하나인 완모형 WGSC V26020은 1991년부터 알려져 왔고 두개골을 제외한 전체 골격으로 구성되어 있다. 두 번째 표본인 IVPP V4070은 골격의 뒷부분과 오른쪽 앞다리의 일부에 대한 인상이다. 2018년에 같은 장소에서 두 개의 표본이 더 발견되었는데 그 중 하나는 거의 완성되었고 두개골도 포함되어 있다. 이레트모르히피스는 부채꼴로 방사하는 수동과 페달의 숫자를 가진 휴페히피안들 사이에서 독특하다. 다른 후페추아처럼 갑옷처럼 생긴 골엽이 척추 위에 세 겹으로 겹쳐져 있지만 최상층의 골엽은 다른 후페추아보다 훨씬 크고 각각 4개의 척추뼈 길이에 걸쳐 있다. 이 상층 골엽들도 간격이 넓다. 에레모르히피스의 몸통은 길쭉하고 두꺼워진 늑골과 위골로 이루어진 뼈 튜브에 둘러싸여 있으며 이는 후페수치아 파라후페수추스의 뼈 튜브와 제법 유사하지만 덜 광범위하다. 에레모르히피스라는 이름의 2015년 논문의 저자들은 계통학적 분석을 실시하여서 이것이 가장 파생된 후페후추스과(Parahupehsuchinae)라고 불리는 후페후추스과(Parahupehsuchus)와 이름 없는 다지질 후페후추스과(Polydactylus huhuhuhushuchian)라고 불리는 분류군을 형성한 것을 발견했다. 정확한 분석 결과의 분해도로는 에레모르히피스는 후페후추스와 매우 가까운 계통이 된다. 양턱에는 총 15~30개의 날카로운 이빨들이 나 있다. 먹이로는 당대에 서식했었던 물고기, 두족류, 갑각류 등으로 주로 잡아먹고 살았을 육식성의 포식자로 추정되는 종이다.

## 생존시기와 서식지와 화석의 발견
에레모르히피스가 생존했었던 시기는 중생대의 트라이아스기 초기로서 지금으로부터 2억 4500만년전~2억 2000만년전에 생존했었던 종이다. 생존했었던 시기에는 중국을 중심으로 하는 동남아시아의 북서부 태평양에서 주로 서식했었던 종이다. 화석의 발견은 2015년에 중국의 트라이아스기에 형성된 지층에서 중국의 고생물학자들에 의하여 처음으로 화석이 발견되어 새롭게 명명된 종이다.

## 같이 보기
- 파충류
- 중생대
- 트라이아스기
- 기룡
- 화석